# Glaciar Drygalski
 Coordenadas : orientação de longitude inválida, deve ser "E" ou "W"
O glaciar Drygalski ou barreira Drygalsk ou língua glaciar Drygalsk é um glaciar costeiro situado na Antártida, localizado na costa de Scott, a norte do estreito de McMurdo na dependência de Ross, 240 km a norte da ilha de Ross.
Bastante estável, o glaciar Drygalski estende-se por 70 km pelo mar a partir do glaciar David.
O capitão Robert Falcon Scott, líder da Expedição Discovery (1901-1904), descobriu a língua de gelo Drygalski em janeiro de 1902, e deu-lhe o nome do professor Erich von Drygalski, um explorador alemão.
Entre março e abril de 2005, um icebergue  de 3.000 km2 designado por B-15A atingiu a língua partindo-a em duas partes, cada uma com 70 km2 de superfície.
No final de março de 2006, outro aicebergue vindo da plataforma de gelo Ross, designado por C-16, atingiu a língua partindo mais um parte, com mais de 100 km2.